# Akerøya

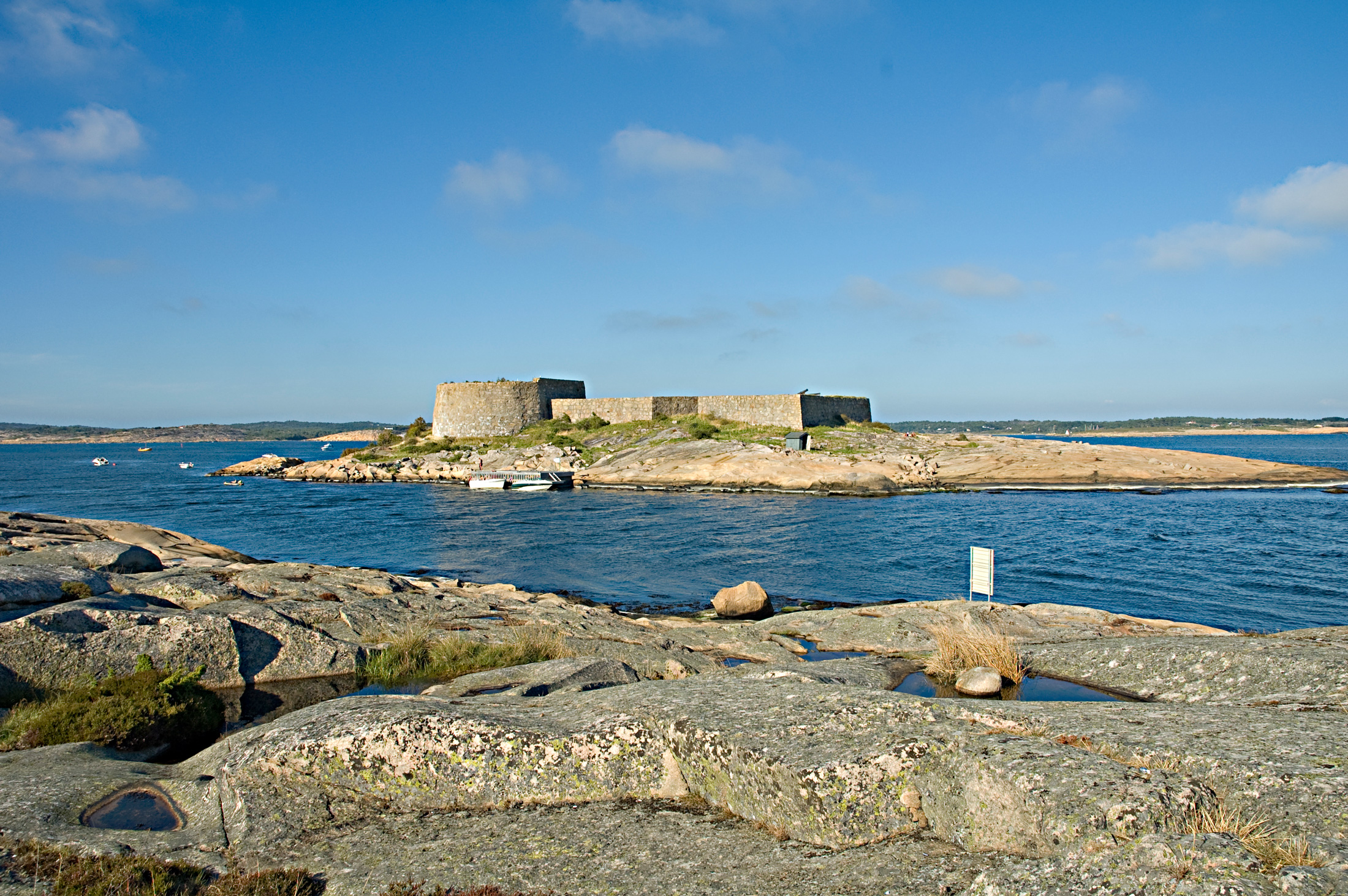
Akerøy fort på Festningsholmen.

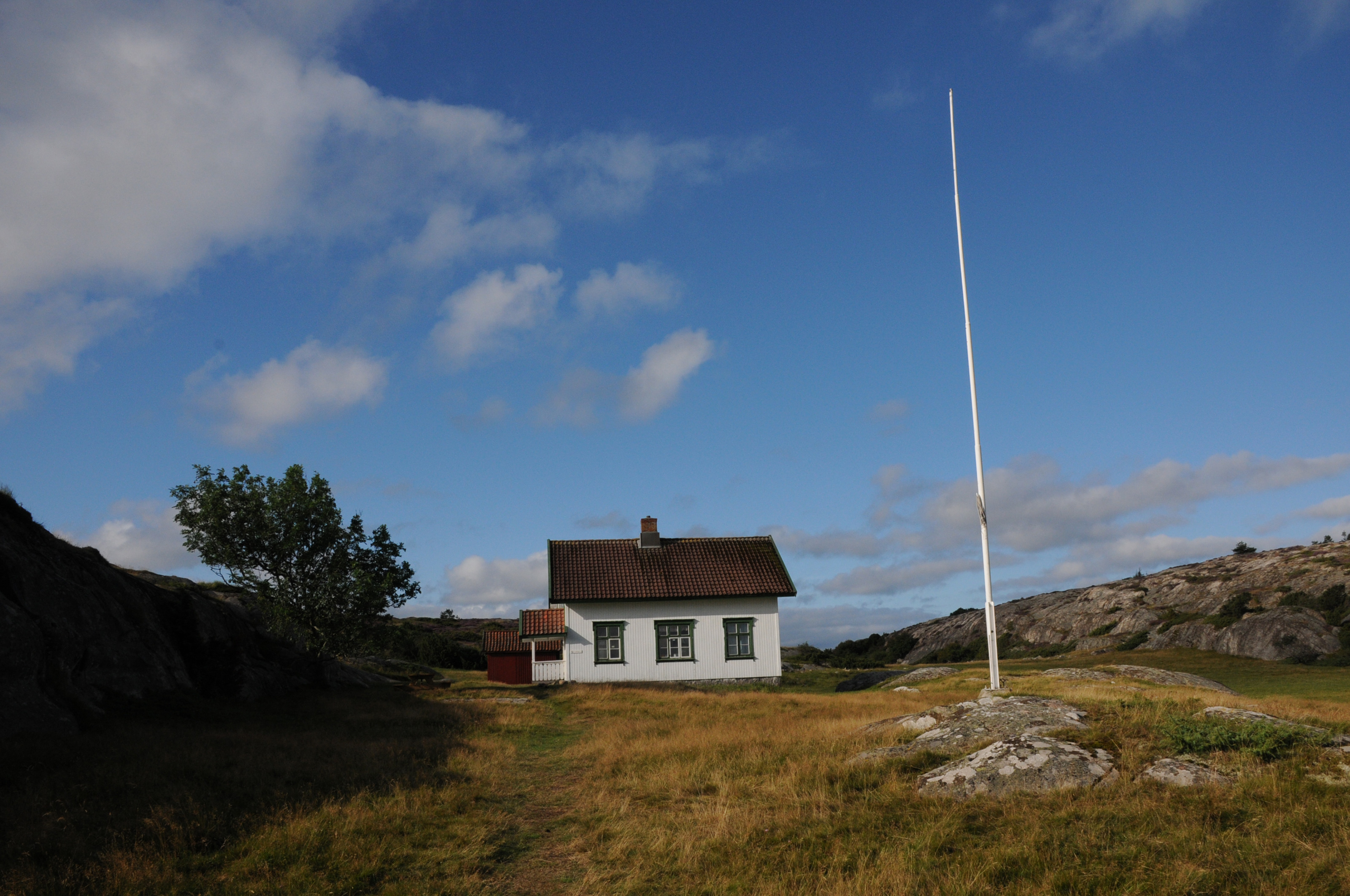
Stugan som författaren Johan Borgen bodde i.

Akerøya är en obebodd ö i Hvaler kommun, Østfold fylke i Norge. Ön har en yta på 1,6 km², och dess högsta punkt är 32 meter över havet. Akerøya ligger i ögruppen Hvaler.
På en holme, Festningsholmen, alldeles intill Akerøyas östra sida finns Akerøy fort som började byggas runt år 1660. Fortet förstärktes ett flertal gånger under 1600- och 1700-talet. Akerøy fort revs 1807 men restaurerades 1962.